# Hansonoperla
Hansonoperla is een geslacht van steenvliegen uit de familie borstelsteenvliegen (Perlidae). De wetenschappelijke naam van het geslacht is voor het eerst geldig gepubliceerd in 1979 door Nelson.

## Soorten
Hansonoperla omvat de volgende soorten:
- Hansonoperla appalachia Nelson, 1979
- Hansonoperla cheaha Kondratieff & Kirchner, 1996
- Hansonoperla hokolesqua Kondratieff & Kirchner, 1996